# Todd Gloria
Todd Rex Gloria, né le 10 mai 1978 à San Diego, est un homme politique américain, membre du Parti démocrate. Il est maire de San Diego depuis le 10 décembre 2020. 

## Biographie
Todd Gloria est élu membre du conseil de la ville de San Diego et réélu en 2012. Il devient président du conseil en décembre 2012 et, à ce titre, assure les fonctions de maire par intérim le 30 août 2013 après la démission de Bob Filner. San Diego est alors la deuxième plus grande ville américaine à être dirigée par un maire homosexuel, après Houston. Le nouveau maire élu, Kevin Faulconer lui succède le 3 mars 2014.
Le 3 novembre 2020, il est élu maire de San Diego avec 55,95 % des suffrages face à Barbara Bry qui obtient 45,05 % des voix. Il entre en fonction le 10 décembre suivant pour un mandat de quatre ans.